# Laranjeiras (Sergipe)
Laranjeiras, amtlich portugiesisch Município de Laranjeiras, Aussprache [laɾɐ̃ˈʒejɾɐʃ], ist eine Stadt im Nordosten von Brasilien. Sie liegt im Bundesstaat Sergipe, hatte 26.902 Einwohner bei der Volkszählung 2010 und eine Fläche von rund 162 km². Die Bevölkerungszahl wurde zum 1. Juli 2020 auf 30.080 Einwohner geschätzt, die Laranjeirenser (laranjeirenses) genannt werden. Sie liegt etwa 19 km entfernt von Aracaju, der Hauptstadt des Bundesstaates. 

## Geschichte
Die Stadt erhielt zur Zeit der Provinz Sergipe am 7. August 1832 die Stadtrechte verliehen, die ersten Ansiedlungen gingen jedoch bereits auf die Zeit um 1530 zurück. Die Stadt hat ein unter Denkmalschutz stehendes historisches Zentrum und architektonische Überreste aus der Zeit der Jesuiten.
Weitere Sehenswürdigkeiten sind zahlreiche Höhlen.

## Geographie
Umliegende Orte sind Riachuelo, Areia Branca, Nossa Senhora do Socorro, São Cristóvão, Maruim und Santo Amaro das Brotas. Der Fluss Rio Cotinguiba fließt durch die Stadt.
Das Biom ist Mata Atlântica. Zwischen den Orten Itabaiana und Laranjeiras liegt der 2005 gegründete Parque Nacional Serra de Itabaiana (Nationalpark Serra de Itabaiana), an dem Laranjeiras 2,67 % Flächenanteil hat.

## Söhne und Töchter der Stadt
- Cândido Aragonez de Faria (1849–1911), Karikaturist, Illustrator und Journalist
- Horácio Hora (1853–1890), Maler
- João Ribeiro (1860–1934), Schriftsteller und Maler
- Elicarlos (* 1985), Fußballspieler
- Joelinton Lima Santos (* 1993), genannt Mansur, Fußballspieler